# 1458
Il 1458 (MCDLVIII in numeri romani) è un anno  del XV secolo.

## Eventi
- Mattia Corvino succede nel trono d'Ungheria a Ladislao V, morto senza eredi.
- Ferrante I è incoronato re di Napoli.
- 26 aprile – Forte terremoto in Umbria e Marche.
- 19 agosto Papa Pio II (Enea Silvio Piccolomini) succede a papa Callisto III (Alfonso de Borgia y Cabanilles).
- 24 ottobre Alfonso V di Portogallo conquista Al Kasr Ceger in Nord Africa.
- Viene fondato a Oxford il Magdalen College.
- Giorgio di Podebrad diventa re di Boemia.
- I Turchi emanano un decreto per tutelare l'Acropoli dopo la presa di Atene.
- Il re di Francia conquista Genova.
- A Firenze è istituito il Consiglio dei Cento.
- Muore Alfonso V d'Aragona, sale sul trono Giovanni II di Aragona.

## Nati
- 9 febbraio - Luigia Gonzaga, nobile italiana († 1542)
- 9 aprile - Camilla Battista da Varano, religiosa, mistica e umanista italiana († 1524)
- 13 aprile - Giovanni II di Kleve, nobile tedesco († 1521)
- 30 aprile - Ottaviano Maria Sforza, conte († 1477)
- 2 maggio - Eleonora di Viseu, regina († 1525)
- 25 luglio - Tommaso Sardi, religioso italiano († 1517)
- 18 agosto - Lorenzo Pucci, cardinale e vescovo cattolico italiano († 1531)
- 11 settembre - Bernardo Accolti, poeta, drammaturgo e politico italiano († 1535)
- 3 ottobre - Casimiro di Cracovia, nobile polacco († 1484)
- 26 ottobre - Giovanni Spataro, teorico musicale e compositore italiano († 1541)
- 25 dicembre - Amago Tsunehisa, militare giapponese († 1541)
- Andrea Matteo III Acquaviva, condottiero italiano († 1529)
- Bernardino Benali, tipografo italiano
- Pietro Bonomo, vescovo cattolico, letterato e diplomatico italiano († 1546)
- Pier Luigi Borgia, nobile e generale spagnolo († 1488)
- Sebastian Brant, umanista, poeta e giurista tedesco († 1521)
- Galeazzo Facino, umanista, letterato e religioso italiano († 1506)
- Gentile da Montefeltro, nobildonna italiana († 1529)
- Luigi III Gesualdo, nobile italiano († 1517)
- Benedetto Ghirlandaio, pittore italiano († 1497)
- Guglielmo di Croÿ, nobile († 1521)
- Johannes Lichtenberger, astrologo tedesco
- Antonio Lombardo, scultore e architetto italiano († 1516)
- Pietro di Francesco Orioli, pittore italiano († 1496)
- Lucrezia Pico, nobildonna italiana († 1511)
- Florimond Robertet, funzionario francese († 1527)
- Antonello Sanseverino, nobile italiano († 1499)
- Antonio Savorgnan, politico italiano († 1512)
- Claudio di Seyssel, arcivescovo cattolico, giurista e letterato italiano († 1520)
- Carlo Sforza, nobiluomo italiano († 1483)
- Sergio Stiso, teologo italiano
- Andrea Trevisan, diplomatico e politico italiano († 1534)
- Teodoro Trivulzio, militare italiano († 1532)
- Giulio Vitelli, vescovo cattolico e condottiero italiano († 1530)
- Vitellozzo Vitelli, generale, politico e nobile italiano († 1502)
- Catherine Woodville, nobile inglese († 1497)
- Elia del Medigo, filosofo († 1493)

## Morti
- 1º gennaio - Margherita, bastarda di Francia, nobildonna francese (n. 1407)
- 17 gennaio - Luigi I, langravio d'Assia, nobile tedesco (n. 1402)
- 13 febbraio - Cristina Semenzi da Calvisano, religiosa italiana (n. 1435)
- 20 febbraio - Lazar II Branković, serbo
- 6 marzo - Friedrich Reiser, missionario tedesco (n. 1402)
- 6 marzo - Anna Weiler, predicatrice tedesca
- 22 marzo - Antonio di Vaudémont, nobile francese
- 25 marzo - Íñigo López de Mendoza, poeta e militare spagnolo (n. 1398)
- 11 aprile - Elena Paleologa, principessa bizantina (n. 1428)
- 23 aprile - Elena Valentinis, religiosa italiana (n. 1396)
- 22 maggio - Humphrey Stafford, conte di Stafford, nobile inglese (n. 1425)
- 24 maggio - Juan de Segovia, teologo e arcivescovo cattolico spagnolo (n. 1395)
- 18 giugno - Bernardo Ciuffagni, scultore italiano (n. 1381)
- 27 giugno - Alfonso V d'Aragona, principe spagnolo (n. 1396)
- 15 luglio - Bernardo II di Baden, nobile tedesco
- 28 luglio - Giovanni II di Cipro, re (n. 1418)
- 5 agosto - Luca degli Albizi, politico e mercante italiano (n. 1382)
- 6 agosto - Papa Callisto III, papa, vescovo cattolico e cardinale spagnolo (n. 1378)
- 14 agosto - Domenico Capranica, cardinale, vescovo cattolico e umanista italiano (n. 1400)
- 7 settembre - Maria di Trastámara (n. 1401)
- 26 settembre - Pedro Luis de Borja, militare spagnolo (n. 1432)
- 26 dicembre - Arturo III di Bretagna, nobile (n. 1393)
- Lionello Accrocciamuro, condottiero italiano
- Raffaele Adorno, doge (n. 1375)
- Giovanni Arcolano, medico italiano (n. 1390)
- Basarab II di Valacchia, principe
- Vittore Canal, politico italiano (n. 1375)
- Bellino Crotti, religioso italiano (n. 1400)
- Giovanni di Francesco, pittore italiano (n. 1412)
- Domenico Gattilusio, nobile italiano
- Isnardo Guarco, doge (n. 1380)
- Felix Hemmerlin, religioso svizzero (n. 1388)
- Pietro di Tommaso del Minella, intagliatore e scultore italiano (n. 1391)
- Filippo Paruta, arcivescovo cattolico italiano
- Hermann von Sachsenheim, poeta tedesco (n. 1365)
- Maffeo Vegio, umanista italiano (n. 1407)
- Vrana Conte, generale albanese
- Thomas de Courtenay, V conte di Devon, nobile inglese (n. 1414)

## Calendario
| Calendario 1458 | Calendario 1458 | Calendario 1458 | Calendario 1458 | Calendario 1458 | Calendario 1458 | Calendario 1458 | Calendario 1458 | Calendario 1458 | Calendario 1458 | Calendario 1458 | Calendario 1458 | Calendario 1458 | Calendario 1458 | Calendario 1458 | Calendario 1458 | Calendario 1458 | Calendario 1458 | Calendario 1458 | Calendario 1458 | Calendario 1458 | Calendario 1458 | Calendario 1458 | Calendario 1458 | Calendario 1458 | Calendario 1458 | Calendario 1458 | Calendario 1458 | Calendario 1458 | Calendario 1458 | Calendario 1458 | Calendario 1458 | Calendario 1458 |
| --------------- | --------------- | --------------- | --------------- | --------------- | --------------- | --------------- | --------------- | --------------- | --------------- | --------------- | --------------- | --------------- | --------------- | --------------- | --------------- | --------------- | --------------- | --------------- | --------------- | --------------- | --------------- | --------------- | --------------- | --------------- | --------------- | --------------- | --------------- | --------------- | --------------- | --------------- | --------------- | --------------- |
|                 | 1               | 2               | 3               | 4               | 5               | 6               | 7               | 8               | 9               | 10              | 11              | 12              | 13              | 14              | 15              | 16              | 17              | 18              | 19              | 20              | 21              | 22              | 23              | 24              | 25              | 26              | 27              | 28              | 29              | 30              | 31              |                 |
| Gennaio         | Do              | Lu              | Ma              | Me              | Gi              | Ve              | Sa              | Do              | Lu              | Ma              | Me              | Gi              | Ve              | Sa              | Do              | Lu              | Ma              | Me              | Gi              | Ve              | Sa              | Do              | Lu              | Ma              | Me              | Gi              | Ve              | Sa              | Do              | Lu              | Ma              |                 |
| Febbraio        | Me              | Gi              | Ve              | Sa              | Do              | Lu              | Ma              | Me              | Gi              | Ve              | Sa              | Do              | Lu              | Ma              | Me              | Gi              | Ve              | Sa              | Do              | Lu              | Ma              | Me              | Gi              | Ve              | Sa              | Do              | Lu              | Ma              |                 |                 |                 |                 |
| Marzo           | Me              | Gi              | Ve              | Sa              | Do              | Lu              | Ma              | Me              | Gi              | Ve              | Sa              | Do              | Lu              | Ma              | Me              | Gi              | Ve              | Sa              | Do              | Lu              | Ma              | Me              | Gi              | Ve              | Sa              | Do              | Lu              | Ma              | Me              | Gi              | Ve              |                 |
| Aprile          | Sa              | Do              | Lu              | Ma              | Me              | Gi              | Ve              | Sa              | Do              | Lu              | Ma              | Me              | Gi              | Ve              | Sa              | Do              | Lu              | Ma              | Me              | Gi              | Ve              | Sa              | Do              | Lu              | Ma              | Me              | Gi              | Ve              | Sa              | Do              |                 |                 |
| Maggio          | Lu              | Ma              | Me              | Gi              | Ve              | Sa              | Do              | Lu              | Ma              | Me              | Gi              | Ve              | Sa              | Do              | Lu              | Ma              | Me              | Gi              | Ve              | Sa              | Do              | Lu              | Ma              | Me              | Gi              | Ve              | Sa              | Do              | Lu              | Ma              | Me              |                 |
| Giugno          | Gi              | Ve              | Sa              | Do              | Lu              | Ma              | Me              | Gi              | Ve              | Sa              | Do              | Lu              | Ma              | Me              | Gi              | Ve              | Sa              | Do              | Lu              | Ma              | Me              | Gi              | Ve              | Sa              | Do              | Lu              | Ma              | Me              | Gi              | Ve              |                 |                 |
| Luglio          | Sa              | Do              | Lu              | Ma              | Me              | Gi              | Ve              | Sa              | Do              | Lu              | Ma              | Me              | Gi              | Ve              | Sa              | Do              | Lu              | Ma              | Me              | Gi              | Ve              | Sa              | Do              | Lu              | Ma              | Me              | Gi              | Ve              | Sa              | Do              | Lu              |                 |
| Agosto          | Ma              | Me              | Gi              | Ve              | Sa              | Do              | Lu              | Ma              | Me              | Gi              | Ve              | Sa              | Do              | Lu              | Ma              | Me              | Gi              | Ve              | Sa              | Do              | Lu              | Ma              | Me              | Gi              | Ve              | Sa              | Do              | Lu              | Ma              | Me              | Gi              |                 |
| Settembre       | Ve              | Sa              | Do              | Lu              | Ma              | Me              | Gi              | Ve              | Sa              | Do              | Lu              | Ma              | Me              | Gi              | Ve              | Sa              | Do              | Lu              | Ma              | Me              | Gi              | Ve              | Sa              | Do              | Lu              | Ma              | Me              | Gi              | Ve              | Sa              |                 |                 |
| Ottobre         | Do              | Lu              | Ma              | Me              | Gi              | Ve              | Sa              | Do              | Lu              | Ma              | Me              | Gi              | Ve              | Sa              | Do              | Lu              | Ma              | Me              | Gi              | Ve              | Sa              | Do              | Lu              | Ma              | Me              | Gi              | Ve              | Sa              | Do              | Lu              | Ma              |                 |
| Novembre        | Me              | Gi              | Ve              | Sa              | Do              | Lu              | Ma              | Me              | Gi              | Ve              | Sa              | Do              | Lu              | Ma              | Me              | Gi              | Ve              | Sa              | Do              | Lu              | Ma              | Me              | Gi              | Ve              | Sa              | Do              | Lu              | Ma              | Me              | Gi              |                 |                 |
| Dicembre        | Ve              | Sa              | Do              | Lu              | Ma              | Me              | Gi              | Ve              | Sa              | Do              | Lu              | Ma              | Me              | Gi              | Ve              | Sa              | Do              | Lu              | Ma              | Me              | Gi              | Ve              | Sa              | Do              | Lu              | Ma              | Me              | Gi              | Ve              | Sa              | Do              |                 |